# Aleksandrs Roga
Eduards Aleksandrs Roga (19 aprile 1896 – 1945) è stato un calciatore lettone, di ruolo difensore.

## Carriera

### Club
Nel periodo in cui ha giocato in nazionale militava prima nel JKS Riga e poi nel RFK.

### Nazionale
Ha preso parte alla prima storica partita della sua nazionale disputata il 24 settembre 1922 contro l'Estonia.
Ha inoltre disputato i giochi olimpici di Parigi 1924.
Ha disputato in tutto tre partite con la nazionale, senza mettere a segno reti

## Statistiche

### Cronologia presenze e reti in nazionale
| Cronologia completa delle presenze e delle reti in nazionale ― Lettonia | Cronologia completa delle presenze e delle reti in nazionale ― Lettonia | Cronologia completa delle presenze e delle reti in nazionale ― Lettonia | Cronologia completa delle presenze e delle reti in nazionale ― Lettonia | Cronologia completa delle presenze e delle reti in nazionale ― Lettonia | Cronologia completa delle presenze e delle reti in nazionale ― Lettonia | Cronologia completa delle presenze e delle reti in nazionale ― Lettonia | Cronologia completa delle presenze e delle reti in nazionale ― Lettonia |
| Data                                                                    | Città                                                                   | In casa                                                                 | Risultato                                                               | Ospiti                                                                  | Competizione                                                            | Reti                                                                    | Note                                                                    |
| ----------------------------------------------------------------------- | ----------------------------------------------------------------------- | ----------------------------------------------------------------------- | ----------------------------------------------------------------------- | ----------------------------------------------------------------------- | ----------------------------------------------------------------------- | ----------------------------------------------------------------------- | ----------------------------------------------------------------------- |
| 24-9-1922                                                               | Riga                                                                    | Lettonia                                                                | 1 – 1                                                                   | Estonia                                                                 | Amichevole                                                              | -                                                                       |                                                                         |
| 27-5-1924                                                               | Saint-Ouen                                                              | Francia                                                                 | 7 – 0                                                                   | Lettonia                                                                | Olimpiadi 1924 - Preliminare                                            | -                                                                       |                                                                         |
| 26-8-1925                                                               | Tallinn                                                                 | Estonia                                                                 | 2 – 2                                                                   | Lettonia                                                                | Amichevole                                                              | -                                                                       |                                                                         |
| Totale                                                                  |                                                                         | Presenze                                                                | 3                                                                       |                                                                         | Reti                                                                    | 0                                                                       |                                                                         |